# Mai 1888

## Événements
- 1er mai (Japon) : création du Conseil privé de l’empereur, dirigé par le comte Ito Hirobumi, libéré de la présidence du Conseil. Il est destiné à conseiller l’empereur sur la mise au point de la future Constitution. Il est également chargé des ordonnances impériales, de l’état de siège et des traités.

- 5 mai : le dirigeant pangermaniste autrichien Georg Schönerer est condamné à quatre mois de prison et écarté de la vie politique. Il prônait l’usage systématique de la violence, l’action directe, les démonstrations de masse dans la rue pour aboutir à la réunion de tous les Allemands dans un seul État et écraser la démocratie libérale.

- 12 mai : le Nord-Bornéo devient protectorat britannique.

- 13 mai (Brésil) : la princesse Isabelle signe la loi « Áurea » qui abolit totalement l'esclavage.
  - De nombreux esclaves deviennent ouvriers agricoles, ce qui pose des problèmes de trésorerie aux fazendeiros. La main-d’œuvre est réduite et des terres sont données en métayage. Beaucoup de Noirs souffrent de la faim. La production de café chute. L’ancienne région caféière de la vallée du Paraiba devient une région d’élevage. Une nouvelle région caféière, fondée sur la main-d’œuvre libre, en grande partie d’origine européenne, se développe autour de São Paulo.
  - L’abolition de l’esclavage au Brésil entraîne la disparition de la traite en Angola.

## Naissances
- 9 mai : Francesco Baracca, as de l'aviation italien de la Première Guerre mondiale († 19 juin 1918).
- 13 mai : Jean Murat, acteur français († 4 janvier 1968).
- 13 mai : Inge Lehmann, sismologue danoise.
- 14 mai : Simon Sabiani, politicien et homme d'affaires français († 29 septembre 1956).
- 20 mai :
  - Jō Iimura (mort le 21 février 1976), général de l'armée impériale japonaise durant la guerre du Pacifique
  - Mannes Francken (mort le 19 novembre 1948), footballeur néerlandais
  - Michio Yuzawa (mort le 21 février 1963), bureaucrate et ministre japonais
  - Winfried Otto Schumann (mort le 22 septembre 1974), physicien allemand

## Décès
- 6 mai : Carlos Velasco Peinado, architecte espagnol (° 1842).
- 20 mai : Christian Frederik Molbech (né le 20 juillet 1821), écrivain danois
- 22 mai : Édouard Baille, peintre français (° 14 octobre 1814).
- 28 mai : Paul-Émile De Puydt, botaniste, économiste et écrivain belge (° 1810).